# 伊尼戈·埃雷洪
伊尼戈·埃雷洪·加尔万（西班牙語：Íñigo Errejón Galván，西班牙語發音：[ˈiɲiɣo ereˈxoŋ galˈβan]，1983年12月14日—）是西班牙政治科学家，社会运动者。

## 经历
2006年毕业于马德里康普顿斯大学政治学专业。广泛参与左派运动。
2014年加入新成立的“我們能”党，11月15日入选为高层协调委员会，担任政治部书记。
2019年9月25日，他宣布成立更多国家选举联盟，以独立竞选人的身份参加2019年11月10日的大选。